# Bill Watrous
William Russell Watrous III (Middletown, 8 de junho de 1939 – 2 de julho de 2018) foi um trombonista de jazz estadunidense.

## Biografia
Bill residiu em Los Angeles, Califórnia, a partir do final da década de 1970 com sua esposa, Mary Ann, onde estudou na faculdade de música na Universidade do Sul da Califórnia.
Morreu em 2 de julho de 2018, aos 79 anos.